# Supplemental Nutrition Assistance Program

Supplemental Nutrition Assistance Program

Le Supplemental Nutrition Assistance Program (SNAP, « Programme d'aide supplémentaire à la nutrition ») est un programme alimentaire fédéral des États-Unis. Historiquement et communément connu comme le Food Stamp Program (« Programme de bons alimentaires »), il fournit une assistance aux personnes et familles à faible ou aucun revenu vivant dans le pays. Bien que le programme soit géré par le Département de l'Agriculture des États-Unis, il est distribué localement par les différents États américains.

## Démographie
En avril 2011, ce programme concernait 46 millions d'Américains, soit 15 % de la population. Le nombre d'Américains qui bénéficient de ce programme a atteint 44 millions en mai 2011, le plus élevé depuis que le programme a été mis en place en 1939 (c'est aussi le 37e mois de suite que ce nombre augmente). À Washington, D.C. et au Mississippi, plus d'un cinquième des habitants reçoit des bons alimentaires. En juin 2009, le montant mensuel moyen était de 133,12 $US par personne. À la fin de novembre 2009, un adulte sur huit et un enfant sur quatre profitaient des bons alimentaires et le nombre de bénéficiaires augmentait au rythme moyen de 20 000 personnes par jour. Les participants doivent avoir un revenu de quasi-pauvreté (selon des critères établis par le gouvernement fédéral américain) pour recevoir des bons. Pour 2013, près de 48 millions d'américains bénéficieront de l'aide alimentaire SNAP, ce qui représente 15,2 % de la population, sans compter que l'état du Kansas annonce au mois de septembre vouloir rayer des listes 20 000 personnes, d'autres états devraient suivre.
Pour l'année fiscale 2017, le programme comprend 42 609 852 bénéficiaires (soit 21 053 256 ménages) coûtant en tout un peu plus de 37,27 milliards de dollars (en moyenne 125 $ par personne et 253 $ par foyer bénéficiaire).
Pour l'année fiscale 2018, 20 millions de foyers représentants 40 millions de personnes ont bénéficié du programme. Le montant moyen était de 250 $ par foyer. Environ 9 % des foyers étaient concernés en 2017.